# Церковь Космы и Дамиана (Кирсанов)
Церковь Космы и Дамиана — православный храм и архитектурный памятник в городе Кирсанов, Тамбовской области. 
Приход относится к Уваровской епархии. На конец XIX столетия в городе было пять церквей.

## История
Старейший в городе храм, впервые упоминающийся во второй половине XVIII века. Деревянная кладбищенская церковь без самостоятельного прихода, в начале XIX века приписанная к Успенскому собору. В 1832—1839 годах на месте деревянной, на средства купца Ф. Зотова, церковного старосты Успенского собора, была построена (перестроена) каменная, расписанная под руководством академика Императорской Академии художеств Афанасия Дмитриевича Надеждина, в другом источнике указано что его настенные росписи. Престол освятили во имя святых бессребренников Косьмы и Дамиана. Отремонтирована (поновлена) и установлен новый иконостас в 1903 году, на средства московской купчихи Крыловой. Из-за неуплаты налогов в 1929 году храм был закрыт, а в 1936 году службы возобновились — их проводили священники, в основном высланные из других городов. Осенью 1937 года весь церковный причт подвергся репрессиям: настоятеля, 66-летнего Михаила Сошественского и председателя приходского совета 69-летнего Николая Степанкова расстреляли в местной тюрьме. Остальное духовенство было отправлено отбывать свои «10 лет без права переписки» в исправительно-трудовые лагеря. Церковь была вновь закрыта. В октябре 1944 года была возвращена верующим и оставалась единственной работающей кирсановской церковью.